# S/2003 J 23
S/2003 J 23  är en av Jupiters månar. Den upptäcktes 2003 av Scott S. Sheppard vid University of Hawaii. S/2003 J23 är cirka 2 kilometer i diameter och roterar kring Jupiter på ett avstånd av cirka 23 563 000 kilometer.
S/2003 J 23 har ännu inte fått något officiellt namn.